# ОШ „Хуњади Јанош” Чантавир
ОШ „Хуњади Јанош” у Чантавиру, насељеном месту на територији града Суботице, државна је образовна установа, баштини традицију основане 1785. године. Школа носи име по Јаношу Хуњадију, мађарском племићу српског порекла.
Године 1817. отворена је нова зграда за школску наставу, која је више од сто година била коришћена за наставу да би у недавној прошлости била уништена. Још 1960. године се настава одвијала у 14 школских зграда, сеоској школи и истуреним одељењима, а 1962. године школа је добила два нова павиљона, да би 1971. године, била богатија за фискултурну салу. Последње проширивање школе се догодило 1976. године када је изграђено забавиште као и зграда за наставу у нижим разредима са шест учионица. 
Данас, Основна школа се састоји од централног дела у Чантавиру и два истурена одељења у Вишњевцу и Бачком Душанову. У централном делу школе настава се одвија у седам засебних објекта са укупно 27 учионица. У Вишњевцу се налазе две учионице, а у Бачком Душанову једна у којима се изводи настава.